# 彩雲閣
彩雲閣又名龍骨、龍骨柱、三角大戟等等。為大戟科大戟屬下之多肉植物。原產於非洲中部地區。雖然外形與仙人掌科植物相似，不過彩雲閣的刺與植株皮層一體，而非仙人掌科植物所特有的一個單獨個體/器官-刺座，所以並非仙人掌科植物。
兼具形色之美的彩雲閣，除園藝造景、盆栽觀賞之外，亦可做圍籬使用。

## 特征
彩雲閣外型如柱狀仙人掌科植物，因而有龍骨、龍骨柱之稱。植株一般呈多分枝状，主幹短，分枝輪生於主幹周圍並習於垂直向上生長。茂盛之時頗有小型樓閣之樣態，此應是彩雲閣名稱中閣之由來。
莖具3至4棱，3棱較為常見，學名Euphorbia trigona裡的種小名trigona即為三邊的意思，也是中文名三角大戟裡三角的由來。棱緣生有紅色對生刺，葉片即由此對生刺之間長出。莖脈具美麗斑紋。

## 品種
植株除常見的綠色品種，另有紅色的園藝培育品種「皇家紅」(Euphorbia trigona cv. Royal Red)與天然變種「紅龍骨」(Euphorbia trigona f. Rubra)。目前台灣台中國家自然科學博物館植物園棚架區的一株盆栽彩雲閣則是以多重顏色同時展現。

## 圖示

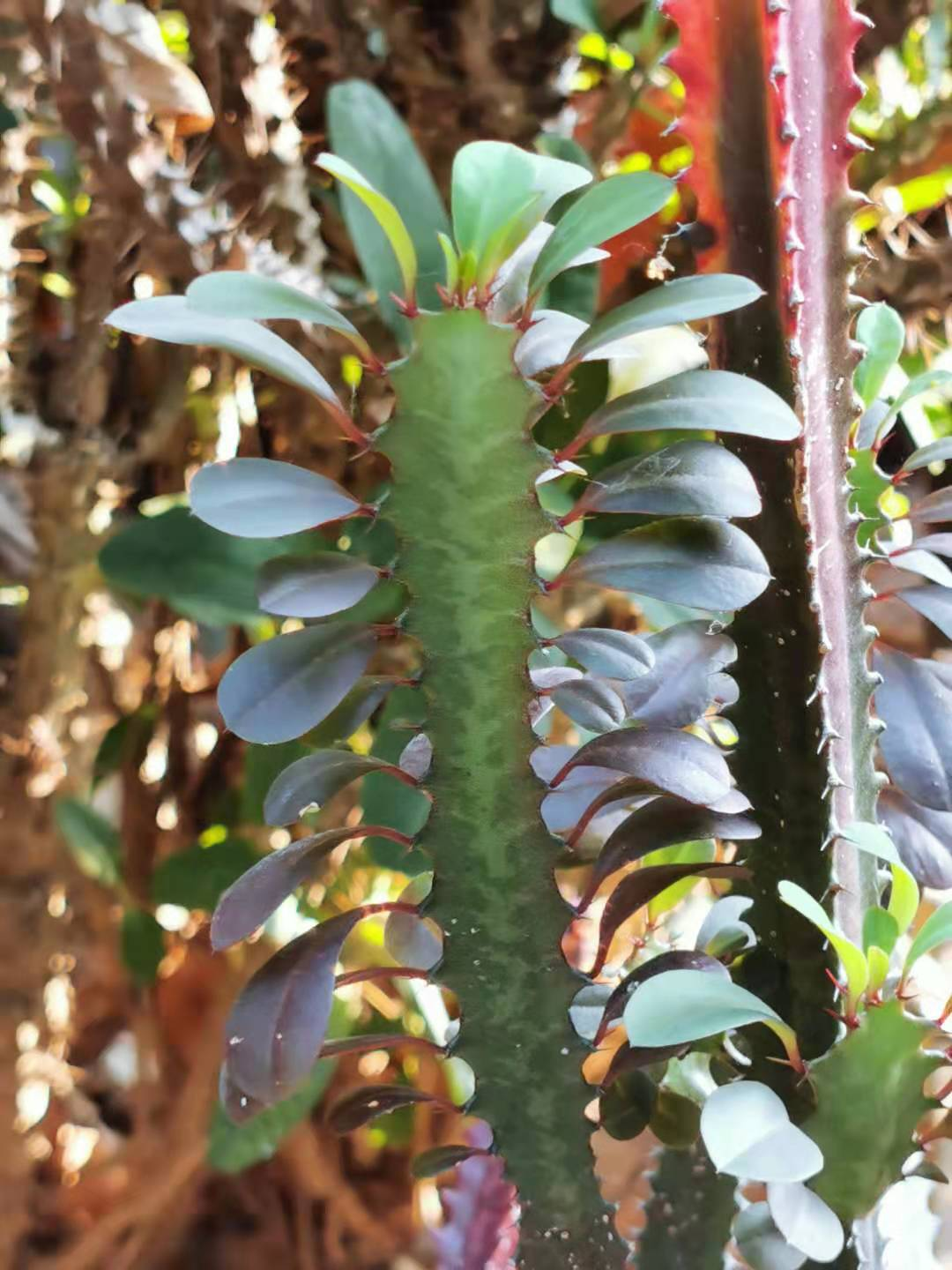
莖脈斑紋
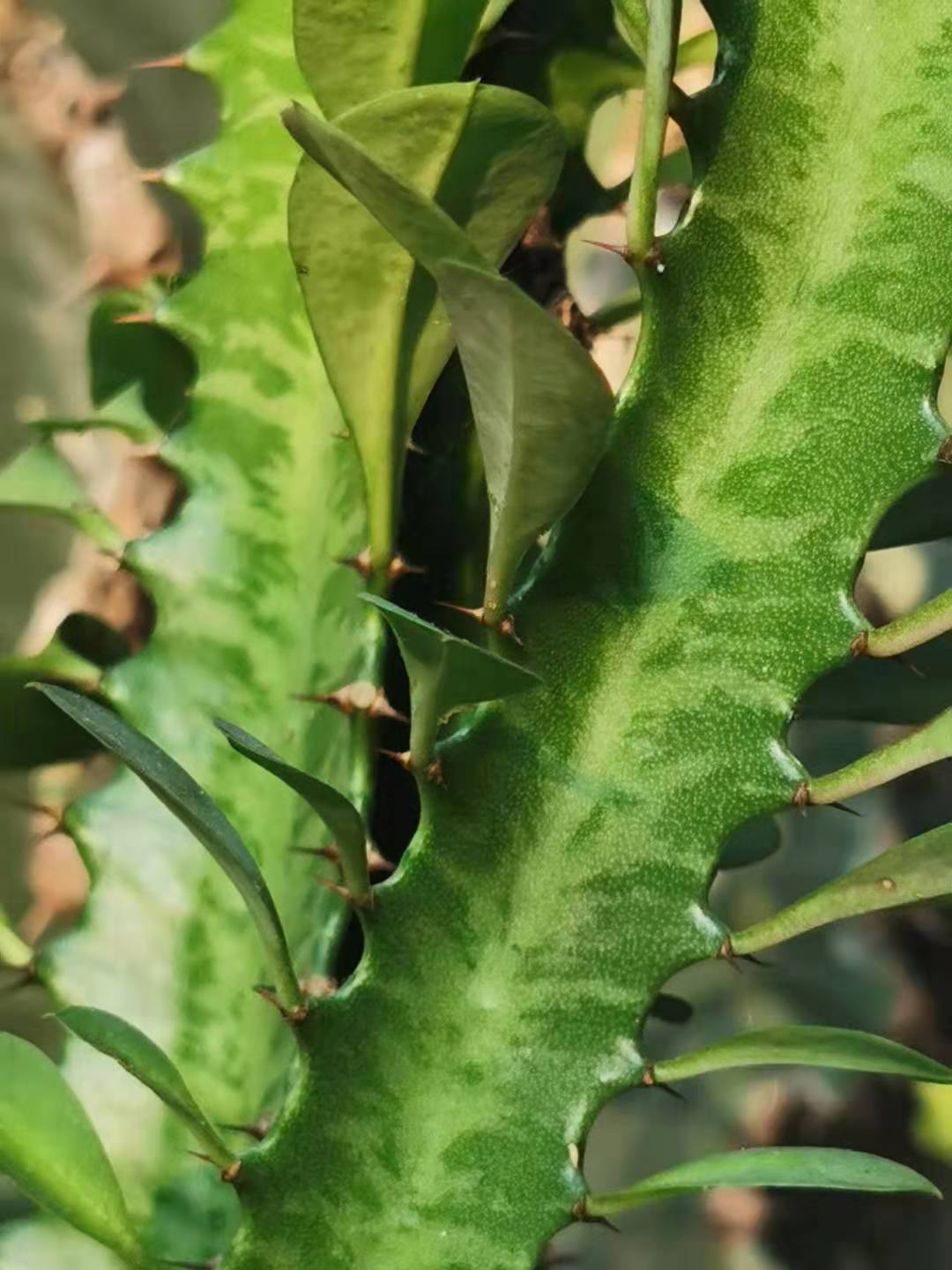
葉片由對生刺之間長出
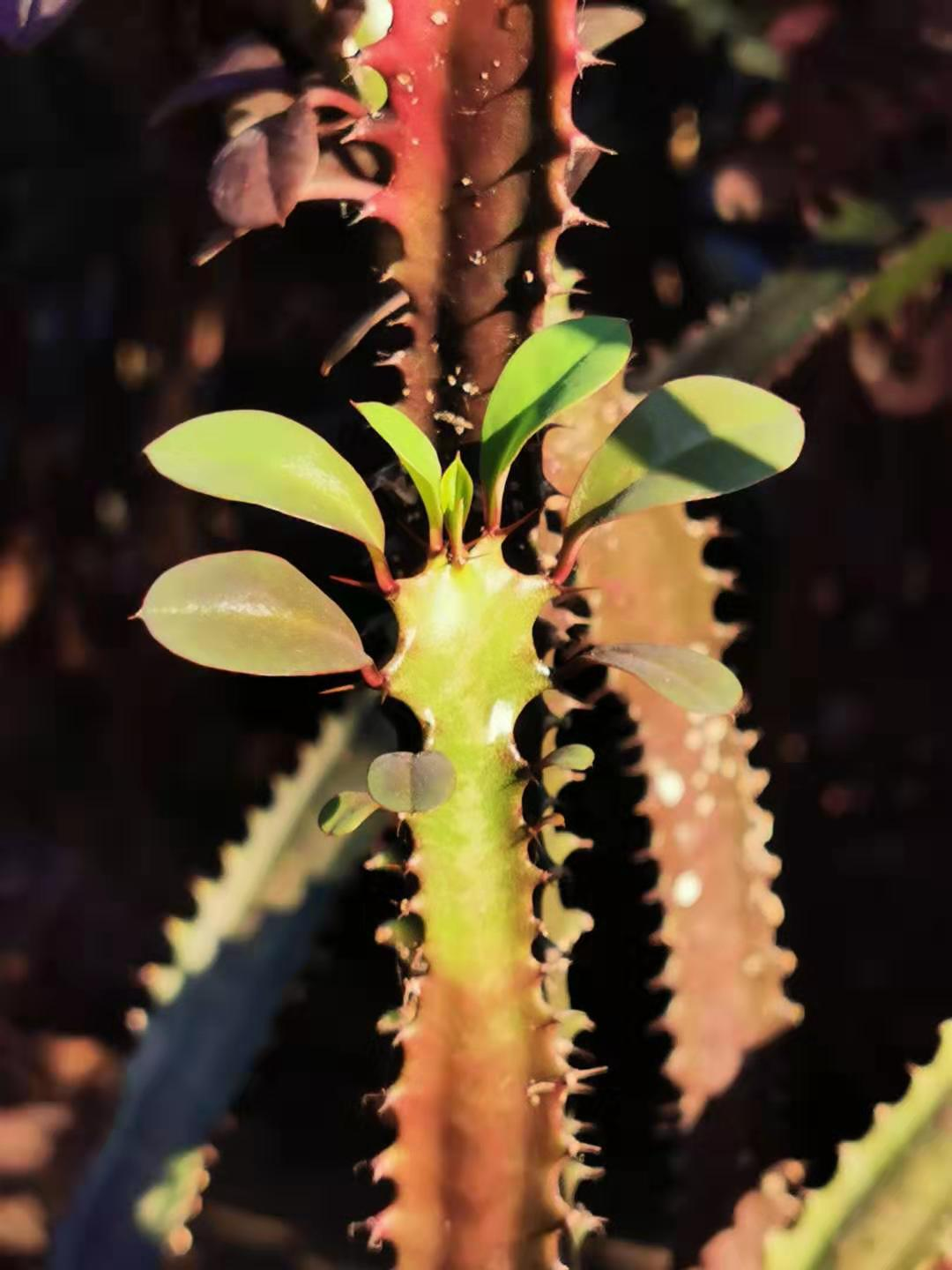
紅色葉柄與紅色的刺
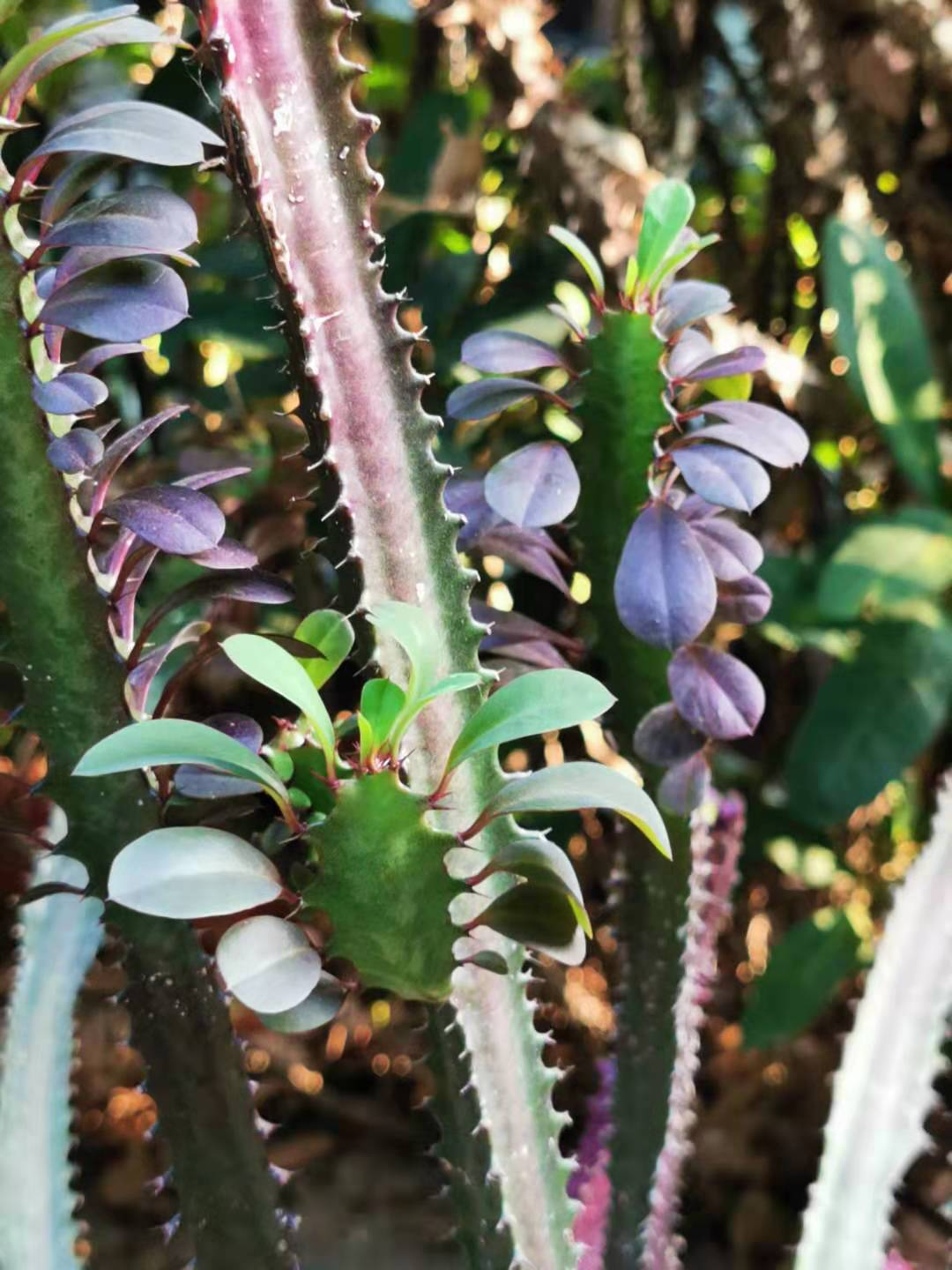
新莖

## 引文出處
1. ↑  . （原始内容存档于2021-05-19）.

## 擴展閱讀
- 維基物種上的相關：彩雲閣
- 维基共享资源上的相關多媒體資源：彩雲閣